# ورزشگاه روحیان ملایر
ورزشگاه شهید روحیان  ورزشگاهی چند منظوره در شهر ملایر در کشور ایران است. این ورزشگاه در شمال شهر  ملایر واقع شده است. این مجموعه ورزشی در ۱۶  هزار متر مربع مساحت، مجهز به سامانه گرمایشی از کف چمن، شبکه آبیاری خودکار، روشنایی زمین چمن، سونای خشک و رختکن مجزا برای هر تیم، پیست دوومیدانی، صاعقه گیر و صفحه نمایش است.